# (10900) Folkner
(10900) Folkner (1997 WF21) – planetoida z pasa głównego asteroid okrążająca Słońce w ciągu 3,76 lat w średniej odległości 2,42 j.a. Została odkryta 30 listopada 1997 roku przez japońskiego astronoma Takao Kobayashi.